# Povos
Povos (o Povos do Ribatejo) és una localitat del municipi i freguesia de Vila Franca de Xira, situada entre aquesta ciutat i la vila de Castanheira do Ribatejo. Povos va tenir antany estatut de vila, seu de freguesia i de municipi, amb fur de Sanç I el 1195. Va conéixer un gran vigor econòmic al llarg dels segles XIII i XIV, però perdé a poc a poc importància a favor del municipi de Vila Franca. El municipi va ser anul·lat i integrat en l'actual el 6 de novembre de 1836.
És un dels principals nuclis patrimonials del municipi i acull l'Hospital de Vila Franca de Xira.

## Història
L'ocupació de l'àrea es remunta a l'edat del ferro, i ha estat habitada contínuament fins hui. Els vestigis més antics de l'ocupació humana es trobaren a la Muntanya do Senhor da Boa Morte i als seus vessants, ocupació que es va intensificar als segles II i I ae. A la zona es trobaren fragments de ceràmica preromana, així com altres artefactes i sepultures datats del període de l'alt Imperi i de l'antiguitat tardana. També aparegué un conjunt d'estructures habitacionals atribuït a una villa romana, però que podrien integrar un nucli de més dimensió. Aquesta ocupació estaria potenciada per diversos factors, com ara que Povos era junt a la principals vies de comunicació —el riu Tejo i la carretera romana entre Olisipo i Scallabis— i tenia excel·lents condicions naturals de defensa, amb àmplies vistes sobre el riu. Encara durant el període romà, amb de la inestabilitat que caracteritzà els darrers temps de l'imperi, el cim n'és reocupat i l'espai de la villa abandonat, i s'hi construeix un fort, el castell de Povos.
Del període islàmic també n'hi ha vestigis: construccions dels períodes emiral i califal, així com diversos artefactes decoratius i un vast elenc de ceràmica associada. Durant aquest temps l'espai tenia les mateixes funcions que es van observar en el període romà, centrades en la vigilància de l'entrada a l'estuari del Tejo, però amb una importància equiparable als castells d'Alverca i Alenquer.
Povos és dins el conjunt de llocs conquerits juntament amb les ciutats de Santarém i Lisboa, al 1147. Sofreix llavors una intensa campanya de població i reorganització, confirmada pels vestigis del cementeri a l'aire lliure excavat a les roques, i comença el procés de cristianització d'una població islamitzada durant segles, cosa que explica l'atribució tardana de la carta foral de Sanç I, del 1195. Així i tot, aquest document atesta la rellevància que aquest castell i el seu petit nucli habitat tenien gràcies a la situació estratègica.
Serà Alfons III qui al 1218 confirmarà el primer fur, i el nou se n'atribueix a D. Manuel el 1510, alhora de les veïnes Vila Franca i Castanheira.
La deslocalització definitiva al peu de la muntanya es dona amb l'etapa dels "descobriments", quan la vila comença a ser edificada en zones adjacents al carrer Direita (corresponent a l'antiga carretera reial). L'àrea del port i grau de Povos, una zona portuària fluvial des d'almenys finals del segle xv fins al segle xviii, contenia diverses cases nobles i formava un barri que s'ensorrà en el terratrèmol de 1755 i del qual hui només resta l'imposant edifici del Celler de l'Infant. Del segle XVI daten la font i les dues esglésies: una de consagrada a Nostra Senyora de l'Assumpció, patrona de Povos, i l'església de la Misericòrdia.
L'activitat econòmica llavors es basava en la producció de blat, vi, oli i fruita, complementada amb molins i cellers.
A la fi de l'Antic Règim, al 1729, es va establir a Povos la primera fàbrica d'adobs del país, la qual va ocupar durant molt de temps un lloc important en aquesta producció i estigué activa fins a mitjan segle xx.
Al 1801, la vila tenia 324 habitants. En aquest mateix segle, amb les grans reformes del liberalisme, el municipi de Povos s'extingí al 1836, i la freguesia s'integrà a Vila Franca.

## Patrimoni
- Cim i vessant del Senhor da Boa Morte, incloent-hi el conjunt arquitectònic i arqueològic (capella del Senhor da Boa Morte, ruïnes del Solar del Comte de Castanheira, vestigis de la muralla del castell de Povos, una estructura residencial de l'època islàmica i sepultures antropomòrfiques excavades a la roca)
- Nucli urbà històric de Povos, incloent-hi la font i el turó.
- Font mudèjar de Povos.
- Port i moll de Povos.
- Vil·la romana de Povos.
- Real Fàbrica d'Adobs i finca.
- Finca de Cascata.
- Finca do Cabo.